# بيدرو دي لا توري
بيدرو دي لا توري (بالإسبانية: Pedro de la Torre)‏ ‏ (1596 - 1677 ) نحات ومجمّعً ومهندس معماري من إسبانيا. تخصص في تصميم الألتربيس التي قدم فيها الأشكال الأكثر تقدمًا من العصر الباروكي الزخرفي، والتي اعُتمد بعضها لاحقًا في العمارة الباروكية، والتي أسهمت بالفعل وبشكل فعل في انتشارها.